# Гаррісон Барнс
Гаррісон Барнс (англ. Harrison Barnes; нар. 30 травня 1992) — американський баскетболіст, олімпійський чемпіон 2016 року.

## Виступи на Олімпіадах
| Олімпіада           | Дисципліна | Місце |
| ------------------- | ---------- | ----- |
| Ріо-де-Жанейро 2016 | баскетбол  | 1     |

## Зовнішні посилання
- Гаррісон Барнс — олімпійська статистика на сайті Sports-Reference.com (англ.) (архівна версія)